# Gare d’Argenton-sur-Creuse
Gare d'Argenton-sur-Creuse – stacja kolejowa w Argenton-sur-Creuse, w departamencie Indre, w Regionie Centralnym, we Francji.
Jest stacją Société nationale des chemins de fer français (SNCF), obsługiwaną przez pociągi Intercités i TER Centre.